# Jodis putataria
Jodis putataria är en fjärilsart som beskrevs av Carl von Linné 1767. Jodis putataria ingår i släktet Jodis och familjen mätare. Inga underarter finns listade i Catalogue of Life.